# ATP Challenger Sylt
Das ATP Challenger Sylt (offizieller Name: Volvo Sylt Open) ist ein ehemaliges Tennisturnier auf Sylt, das in den Jahren von 1999 bis 2001 stattfand. Es war Teil der ATP Challenger Tour und wurde im Freien auf Sandplatz ausgetragen.

## Liste der Sieger

### Einzel
| Jahr | Sieger            | Finalgegner            | Ergebnis      |
| ---- | ----------------- | ---------------------- | ------------- |
| 2001 | Salvador Navarro  | Dennis van Scheppingen | 4:6, 6:1, 6:3 |
| 2000 | Juri Schtschukin  | Jakub Herm-Záhlava     | 6:2, 6:4      |
| 1999 | Michel Kratochvil | Emilio Benfele Álvarez | 6:1, 6:1      |

### Doppel
| Jahr | Sieger                                 | Finalgegner                   | Ergebnis      |
| ---- | -------------------------------------- | ----------------------------- | ------------- |
| 2001 | Dennis van Scheppingen Bobbie Altelaar | Rico Jacober Mark Nielsen     | 7:63, 6:1     |
| 2000 | Ion Moldovan Juri Schtschukin          | Ashley Fisher Gareth Williams | 6:4, 6:2      |
| 1999 | René Nicklisch Attila Sávolt           | Florian Allgäuer Davide Scala | 4:6, 6:3, 6:1 |